# Brian Windley
Brian Frederick Windley (* 19. Januar 1936; † 6. März 2025 in Great Malvern) war ein britischer Geologe. Er war Professor für Strukturgeologie an der University of Leicester.

## Werdegang
Windley studierte in Liverpool (B.Sc. 1960), Exeter (Ph.D. 1963) und Leicester (D.Sc. 1978). Er war zunächst beim Geologischen Dienst für Grönland in Kopenhagen tätig und unterrichtete von 1968 bis zu seiner Emeritierung im Jahr 2021 an der University of Leicester (Reader ab 1975, Professor ab 1982). Er befasste sich insbesondere mit der Entwicklung der Kontinentalkruste und der Kontinentalverschiebung speziell in präkambrischer Zeit. Darüber veröffentlichte er ein Standardwerk. Neben Grönland befasste er sich auch unter anderem mit der Tektonik von Madagaskar und dem Himalaya.
1977 erhielt er die Bigsby Medal, 1985 die Murchison-Medaille, und 2016 wurde ihm die Leopold-von-Buch-Plakette zugesprochen.

## Schriften
- The evolving continents, Wiley 1977, ISBN 0-471-99475-8
- Herausgeber: The early history of the earth, Wiley 1976, ISBN 978-0471014881